# Trauma raquimedular

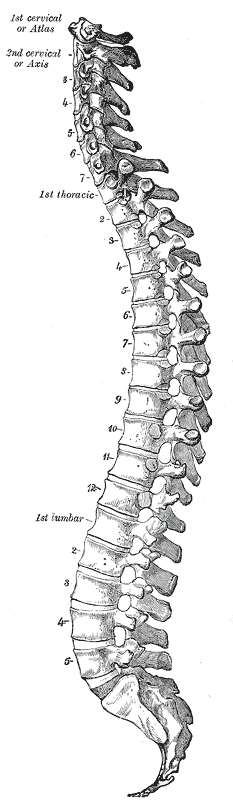
Columna vertebral y sus regiones.

El trauma raquimedular (raquis, que procede del griego ῥάχις y denota columna vertebral y médula, que procede del latín medulla y denota la sustancia grasa que se halla dentro de algunos huesos de animales) consiste en el daño a la médula espinal que puede abarcar simultáneamente las meninges, los vasos sanguíneos y el tejido nervioso; es una lesión ocasionada a la médula espinal a través de la columna vertebral, en donde las vértebras cervicales tienen mayor probabilidad de compromiso de lesión. Dicho traumatismo puede tener muchas causas, entre las cuales se encuentran: accidentes automovilísticos, caídas, heridas de bala, etcétera. Se conocen cuatro mecanismos principales de este traumatismo: extensión, flexión, rotación y compresión vertical o axial; estos son movimientos tolerados por la columna vertebral siempre y cuando se mantengan dentro de ciertos límites de tolerancia.
Este traumatismoo, al igual que uno de tipo craneoencefálico, presenta dos lesiones: la primera causada al momento del evento y la segunda que implica cambios fisiopatológicos que implican un aumento en la destrucción neuronal.
La identificación de la lesión está dada por signos motores, sensitivos y superficiales; y en algunos casos, por el dolor. En otras situaciones, pero menos comunes, el afectado jamás presenta signos que evidencien la lesión raquimedular; es así, como ella se revela al personal médico por medio de radiologías: rayos X o tomografía axial computarizada (TAC).